# 吴晓明 (1957年)
吴晓明（1957年—），复旦大学哲学学院教授、复旦学院院长、马克思主义研究院院长。入选中华人民共和国教育部第八批"长江学者"特聘教授，著有《历史唯物主义的主体概念》、《马克思存在论革命的当代阐释》等书。